# 楊升宙
楊升宙（Yeoh Seng Zoe，1997年9月28日—），部分媒體稱楊勝宙。檳城人，馬來西亞男子羽球運動員，前馬來西亞國家隊隊員（2016年至2017年），目前為愛爾蘭羽毛球國家青年隊的教練。

## 簡歷
楊升宙出生自檳城，在吉隆坡的洛伊羽球學院（Looi Badminton Academy）接受訓練，因為不是武吉加里爾體育學校（國家青年隊）出身，而曾接受「大馬下個羽球巨星」計畫（Malaysia Next Badminton Superstar）的贊助參加國際比賽，在2014年時獲得烏干達國際賽男雙冠軍。2015年時入選該年世青賽代表隊，是其中唯一非國家青年隊出身的成員。同年底，他在各州分別舉行的選拔賽脫穎而出，而在隔年獲選成為馬來西亞國家羽毛球隊後備隊員。然而在不久後，楊升宙即因為膝蓋受傷而修養長達九個月，復原仍因為無法接受高強度訓練而於2017年9月離開國家隊，此後加入Sports Affairs俱樂部成為自由人；隔年3月，楊升宙在全國21歲以下青年賽奪下男子單打冠軍，又在同一年為檳城奪下马来西亚运动会男子團體比賽金牌及男子單打銅牌。
2019年9月，楊升宙在尼泊爾國際系列賽男單決賽以2比0（21-19、21-8）擊敗印度選手斯瓦納拉傑·博拉奪冠。
2023年6月，杨升宙表示台北羽毛球公開賽將是他職業生涯中的最後一站，此後將前往愛爾蘭投入基層教練及陪練員工作；杨升宙在該站賽事16強賽以2比0（21-19、21-15）爆冷擊敗世界排名第14的常山幹太，最終在八強賽不敵東道主選手蘇力揚。

## 主要比賽成績
只列出曾進入準決賽的國際賽事成績：
| 年份   | 賽事                       | 公開賽級別 | 項目     | 搭檔   | 成績   |
| ------ | -------------------------- | ---------- | -------- | ------ | ------ |
| 2014年 | 烏干達羽毛球國際賽         | 國際系列賽 | 男子雙打 | 张俊全 | 冠軍   |
| 2018年 | 西班牙羽毛球國際賽         | 國際挑戰賽 | 男子雙打 | 陈贾霍 | 準決賽 |
| 2018年 | 印度尼西亞羽毛球國際挑戰賽 | 國際挑戰賽 | 男子單打 | －     | 準決賽 |
| 2019年 | 尼泊爾羽毛球國際系列賽     | 國際系列賽 | 男子單打 | －     | 冠軍   |
| 2019年 | 威爾斯羽毛球國際賽         | 國際系列賽 | 男子單打 | －     | 亞軍   |
| 2021年 | 愛爾蘭羽毛球公開賽         | 國際挑戰賽 | 男子單打 | －     | 冠軍   |
| 2022年 | 瑞典羽毛球公開賽           | 國際系列賽 | 男子單打 | －     | 亞軍   |
| 2022年 | 奧地利羽毛球公開賽         | 國際系列賽 | 男子單打 | －     | 冠軍   |
| 2022年 | 馬來西亞羽毛球國際挑戰賽   | 國際挑戰賽 | 男子單打 | －     | 準決賽 |

| 2007-2017年 | 首要超級賽 | 超級賽 | 黃金大獎賽 | 大獎賽 | 國際挑戰賽 | 國際系列賽 | 未來系列賽 | 其他 |

| 2018-2026年 | 總決賽 | 超級1000賽 | 超級750賽 | 超級500賽 | 超級300賽 | 超級100賽 | 國際挑戰賽 | 國際系列賽 | 未來系列賽 | 其他 |